# Karol Stüldt
Karol Ernest Stüldt (ur. 30 kwietnia 1878 w Łodzi, zm. 4 października 1948 w Weißenfels) – fabrykant, radny miasta Łodzi i senator I kadencji Senatu Rzeczypospolitej Polskiej II RP.

## Życiorys
Karol Stüldt był synem Jana Stüldta, który w 1878 założył fabrykę przy ul. Drewnowskiej 43/47. Przedsiębiorstwo obejmowało wykończalnię i suszarnię, a pod koniec XIX w. zatrudniało 150 osób. Po śmierci Jana w 1903 przedsiębiorstwo przejęli jego synowie – Karol Ernst oraz Jan Henryk. Ich fabryka produkowała trykotaże oraz wełniane chustki, w szczytowym momencie zatrudniając ponad 270 osób oraz osiągając wartość produkcji 225 tys. zł rocznie. Po I wojnie światowej firma popadła w kryzys i została objęta nadzorem sądowym by w 1931 ogłosić upadłości i całkowicie przestać istnieć w 1937.
Stüldt należał do Niemieckiego Stowarzyszenia Ludowego w Polsce, będąc jednocześnie członkiem zarządu partii, był radnym rady miejskiej w Łodzi, w latach 1918–1930 był kuratorem niemieckiego gimnazjum w Łodzi, a także uczestniczył w pracach Rady Synodalnej Kościoła Ewangelicko-Augsburskiego w Warszawie oraz działał w niemieckich organizacjach społecznych i gospodarczych. W latach 1922–1927 był senatorem I kadencji Senatu Rzeczypospolitej Polskiej. W latach 1918–1923 był wydawcą „Lodzer Freie Presse”. W trakcie okupacji niemieckiej został zarządcą zakładów Dawida Góralskiego w Łodzi przy ul. Piotrkowskiej 212, 214 i 216. W 1942 dołączył do Narodowosocjalistycznej Niemieckiej Partii Robotników (NSDAP), w styczniu 1945 zaś, wraz z wycofywaniem się wojsk niemieckich z Polski, wyjechał do Niemiec. Początkowo osiadł w Cottbus, następnie w kwietniu 1945 przeniósł się do Weißenfels, gdzie zmarł 4 października 1948 i został pochowany na lokalnym cmentarzu. Jego grób zlikwidowano w 1988.
Stüldt prawdopodobnie mieszkał przy ul. Piotrkowskiej 216 w Łodzi.